# Вајена (Илиноис)
Вајена (енгл. Vienna) град је у америчкој савезној држави Илиноис. По попису становништва из 2010. у њему је живело 1.434 становника.

## Демографија
Према попису становништва из 2010. у граду је живело 1.434 становника, што је 200 (16,2%) становника више него 2000. године.
| Група             | 2000.         | 2010.         |
| Белци             | 1.194 (96,8%) | 1.338 (93,3%) |
| Афроамериканци    | 1 (0,1%)      | 16 (1,1%)     |
| Азијати           | 1 (0,1%)      | 4 (0,3%)      |
| Хиспаноамериканци | 24 (1,9%)     | 54 (3,8%)     |
| Укупно            | 1.234         | 1.434         |